# Anastrepha costalimai
Anastrepha costalimai
 es una especie de insecto díptero que Autuori describió científicamente por primera vez en el año 1936.
Esta especie pertenece al género Anastrepha de la familia Tephritidae.